# Europees kampioenschap voetbal 1964 (kwalificatie)
Deze pagina beschrijft de kwalificatie voor het Europees kampioenschap voetbal 1964. 
De kwalificatie bestond uit 3 rondes, een voorronde, achtste finale en kwartfinale. In iedere ronde spelen steeds 2 landen tegen elkaar en gaat de winnaar door naar de volgende ronde. Het eindtoernooi (halve finales en finale) zou van 17 juni 1964 tot en met 21 juni 1964 in Spanje worden gehouden. Een aantal landen hoefde geen voorronde te spelen en mocht gelijk deelnemen aan de achtste finale (Sovjet-Unie, Oostenrijk en Luxemburg). Ook Albanië kon zonder spelen naar de achtste finale, Griekenland trok zich na de loting terug uit de kwalificatie.

## Gekwalificeerde landen

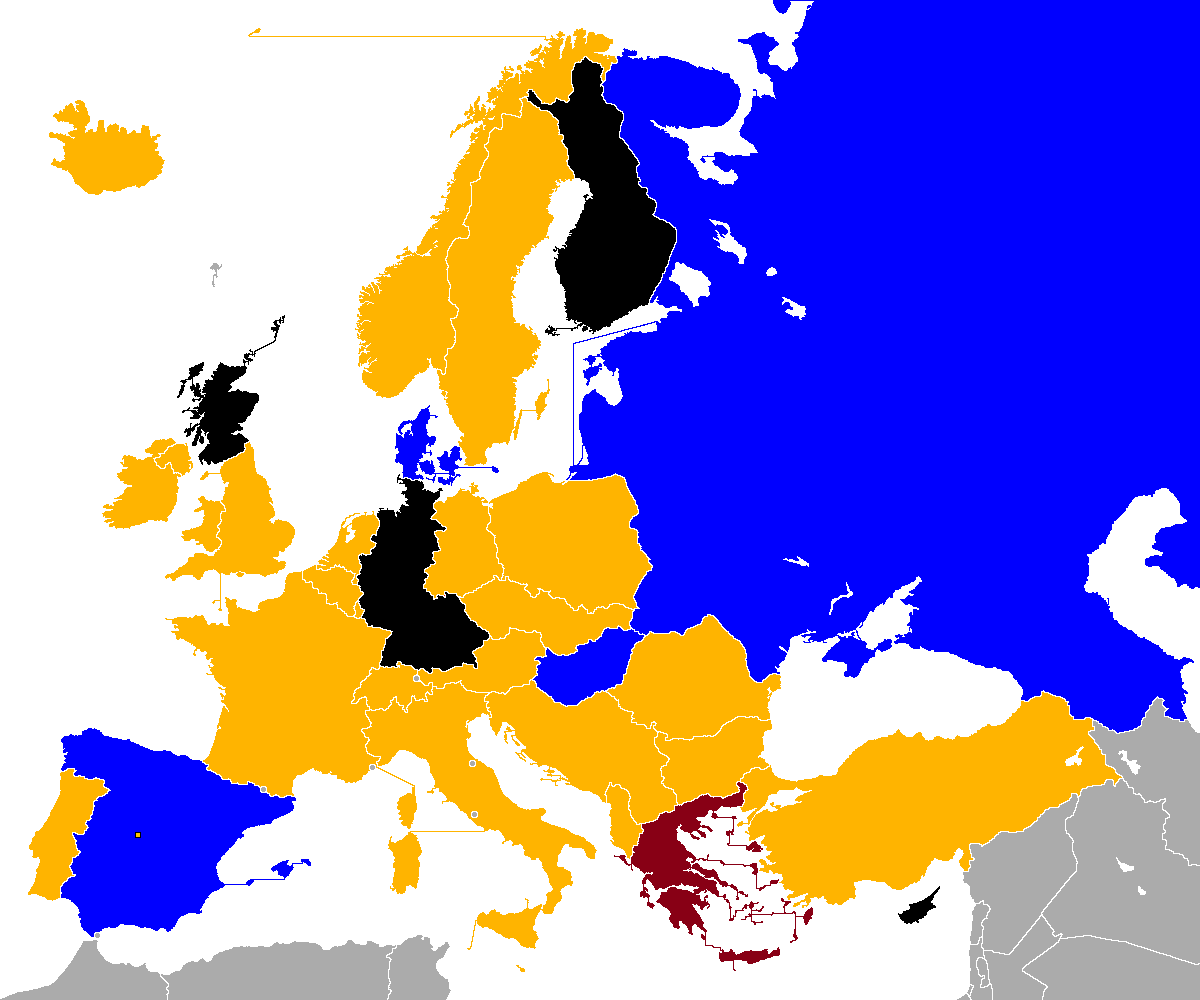
Gekwalificeerd
Niet gekwalificeerd
Teruggetrokken
Niet deelgenomen
Geen UEFA-lid

| Land              | Kwalificatie | Eerdere deelnames aan EK1 |
| ----------------- | ------------ | ------------------------- |
| Spanje (gastland) | kwartfinale  | 0 (debuut)                |
| Sovjet-Unie       | kwartfinale  | 1 (1960)                  |
| Denemarken        | kwartfinale  | 0 (debuut)                |
| Hongarije         | kwartfinale  | 0 (debuut)                |

## Wedstrijden

### Eerste ronde
De winnaar plaatste zich voor de achtste finale. Griekenland sloot zichzelf uit nadat ze geloot werden tegen Albanië. Opmerkelijk was de zware nederlaag van Engeland tegen Frankrijk. De Engelsen zagen de wedstrijd als voorbereiding op het aanstaande wereldkampioenschap in eigen land, maar een 5-2 nederlaag viel tegen. Ook Tsjecho-Slowakije, finalist op het WK voetbal in 1962 leed een onverwachte nederlaag tegen Oost-Duitsland. De Tsjechen verloren in Oost-Berlijn met 2-1 en speelden thuis 1-1.
Nederland won van WK-deelnemer Zwitserland en België leed twee nederlagen tegen de finalist van het vorige Europees kampioenschap, Joegoslavië. Een krappe nederlaag in Belgrado (2-3) bood perspectieven, maar in Brussel werd er opnieuw met klein verschil verloren: 0-1.
Er waren 4 landen die direct naar de achtste finale mochten:
- Oostenrijk (bye)
- Luxemburg (bye)
- Sovjet-Unie (bye)
- Albanië (Griekenland trok zich terug)

|                                                   |           |                          |        |                                                                                 |
| 21 juni 1962 «onderlinge duels» 19:15 uur (UTC+2) | Noorwegen | 0 – 2                    | Zweden | Ullevaalstadion, Oslo Toeschouwers: 28.249 Scheidsrechter: Gilbert Bowman (SCO) |
| 21 juni 1962 «onderlinge duels» 19:15 uur (UTC+2) |           | 9', 40' Örjan Martinsson |        | Ullevaalstadion, Oslo Toeschouwers: 28.249 Scheidsrechter: Gilbert Bowman (SCO) |

|                                                      |                   |       |                |                                                                                |
| 4 november 1962 «onderlinge duels» 13:30 uur (UTC+1) | Zweden            | 1 – 1 | Noorwegen      | Malmö Stadion, Malmö Toeschouwers: 8.726 Scheidsrechter: Werner Bergmann (DDR) |
| 4 november 1962 «onderlinge duels» 13:30 uur (UTC+1) | Leif Eriksson 64' |       | 60' John Krogh | Malmö Stadion, Malmö Toeschouwers: 8.726 Scheidsrechter: Werner Bergmann (DDR) |

Zweden won met 3–1 over twee wedstrijden en kwalificeert zich voor de achtste finale.
|                                                   |                                                                                   |       |                    |                                                                                          |
| 28 juni 1962 «onderlinge duels» 19:00 uur (UTC+1) | Denemarken                                                                        | 6 – 1 | Malta              | Københavns Idrætspark, Kopenhagen Toeschouwers: 10.622 Scheidsrechter: Piet Roomer (NED) |
| 28 juni 1962 «onderlinge duels» 19:00 uur (UTC+1) | Ole Madsen 9', 14', 49' Eyvind Clausen 22' Henning Enoksen 59' Carl Bertelsen 70' |       | 57' Eddie Theobald | Københavns Idrætspark, Kopenhagen Toeschouwers: 10.622 Scheidsrechter: Piet Roomer (NED) |

|                                                      |                  |       |                                                              |                                                                             |
| 8 december 1962 «onderlinge duels» 14:45 uur (UTC+1) | Malta            | 1 – 3 | Denemarken                                                   | Empire Stadion, Gżira Toeschouwers: 6.987 Scheidsrechter: Raoul Righi (ITA) |
| 8 december 1962 «onderlinge duels» 14:45 uur (UTC+1) | Josie Urpani 37' |       | 13' Ole Madsen 42' Carl Bertelsen 48' Carl Emil Christiansen | Empire Stadion, Gżira Toeschouwers: 6.987 Scheidsrechter: Raoul Righi (ITA) |

Denemarken won met 9–2 over twee wedstrijden en kwalificeert zich voor de achtste finale.
|                                                       |                                                                    |       |                                             |                                                                                |
| 12 augustus 1962 «onderlinge duels» 15:30 uur (UTC+1) | Ierland                                                            | 4 – 2 | IJsland                                     | Dalymount Park, Dublin Toeschouwers: 19.848 Scheidsrechter: Robert Smith (WAL) |
| 12 augustus 1962 «onderlinge duels» 15:30 uur (UTC+1) | Liam Tuohy 3' Amby Fogarty 41' Noel Cantwell 65' Noel Cantwell 76' |       | 37' Ríkharður Jónsson 86' Ríkharður Jónsson | Dalymount Park, Dublin Toeschouwers: 19.848 Scheidsrechter: Robert Smith (WAL) |

|                                                     |                    |       |                |                                                                                     |
| 2 september 1962 «onderlinge duels» 16:30 uur (UTC) | IJsland            | 1 – 1 | Ierland        | Laugardalsvöllur, Reykjavik Toeschouwers: 9.014 Scheidsrechter: Arnold Nilsen (NOR) |
| 2 september 1962 «onderlinge duels» 16:30 uur (UTC) | Garðar Árnason 57' |       | 38' Liam Tuohy | Laugardalsvöllur, Reykjavik Toeschouwers: 9.014 Scheidsrechter: Arnold Nilsen (NOR) |

Ierland won met 5–3 over twee wedstrijden en kwalificeert zich voor de achtste finale.
|                                                     |                        |       |                |                                                                                 |
| 3 oktober 1962 «onderlinge duels» 19:30 uur (UTC+1) | Engeland               | 1 – 1 | Frankrijk      | Hillsborough, Sheffield Toeschouwers: 35.380 Scheidsrechter: Frede Hansen (DEN) |
| 3 oktober 1962 «onderlinge duels» 19:30 uur (UTC+1) | Ron Flowers 75' (pen.) |       | 8' Yvon Goujon | Hillsborough, Sheffield Toeschouwers: 35.380 Scheidsrechter: Frede Hansen (DEN) |

|                                                       |                                                                 |       |                                    |                                                                                       |
| 27 februari 1963 «onderlinge duels» 20:30 uur (UTC+1) | Frankrijk                                                       | 5 – 2 | Engeland                           | Parc des Princes, Parijs Toeschouwers: 23.986 Scheidsrechter: Jozef Kandlbinder (FRG) |
| 27 februari 1963 «onderlinge duels» 20:30 uur (UTC+1) | Maryan Wisniewski 3', 75' Yvon Douis 32' Lucien Cossou 43', 82' |       | 57' Bobby Smith 74' Bobby Tambling | Parc des Princes, Parijs Toeschouwers: 23.986 Scheidsrechter: Jozef Kandlbinder (FRG) |

Frankrijk won met 6–3 over twee wedstrijden en kwalificeert zich voor de achtste finale.
|                                                      |       |                                      |               |                                                                               |
| 10 oktober 1962 «onderlinge duels» 18:00 uur (UTC+1) | Polen | 0 – 2                                | Noord-Ierland | Śląskistadion, Chorzów Toeschouwers: 31.496 Scheidsrechter: Bertil Lööw (SWE) |
| 10 oktober 1962 «onderlinge duels» 18:00 uur (UTC+1) |       | 17' Derek Dougan 54' Billy Humphries |               | Śląskistadion, Chorzów Toeschouwers: 31.496 Scheidsrechter: Bertil Lööw (SWE) |

|                                                     |                                 |       |       |                                                                               |
| 28 november 1962 «onderlinge duels» 19:45 uur (UTC) | Noord-Ierland                   | 2 – 0 | Polen | Windsor Park, Belfast Toeschouwers: 28.833 Scheidsrechter: Othmar Huber (SUI) |
| 28 november 1962 «onderlinge duels» 19:45 uur (UTC) | Johnny Crossan 9' Billy Bingham |       |       | Windsor Park, Belfast Toeschouwers: 28.833 Scheidsrechter: Othmar Huber (SUI) |

Noord-Ierland won met 4–0 over twee wedstrijden en kwalificeert zich voor de achtste finale.
|                                                      |                                                                     |       |          |                                                                                           |
| 1 november 1962 «onderlinge duels» 16:30 uur (UTC+1) | Spanje                                                              | 6 – 0 | Roemenië | Estadio Santiago Bernabéu, Madrid Toeschouwers: 51.608 Scheidsrechter: Kevin Howley (ENG) |
| 1 november 1962 «onderlinge duels» 16:30 uur (UTC+1) | Guillot 7', 20', 70' Veloso 9' Collar 17' Ion Nunweiller 81' (e.d.) |       |          | Estadio Santiago Bernabéu, Madrid Toeschouwers: 51.608 Scheidsrechter: Kevin Howley (ENG) |

|                                                       |                                                                 |       |            |                                                                                           |
| 25 november 1962 «onderlinge duels» 14:00 uur (UTC+2) | Roemenië                                                        | 3 – 1 | Spanje     | Stadionul 23 August, Boekarest Toeschouwers: 72.762 Scheidsrechter: Giorgos Pelomis (GRE) |
| 25 november 1962 «onderlinge duels» 14:00 uur (UTC+2) | Nicolae Tătaru 2' Cicerone Manolache 8' Gheorghe Constantin 61' |       | 66' Veloso | Stadionul 23 August, Boekarest Toeschouwers: 72.762 Scheidsrechter: Giorgos Pelomis (GRE) |

Spanje won met 7–3 over twee wedstrijden en kwalificeert zich voor de achtste finale.
|                                                      |                                                  |       |                                     |                                                                                  |
| 4 november 1962 «onderlinge duels» 14:15 uur (UTC+1) | Joegoslavië                                      | 3 – 2 | België                              | JNA Stadion, Belgrado Toeschouwers: 25.430 Scheidsrechter: Alois Obtulovič (TCH) |
| 4 november 1962 «onderlinge duels» 14:15 uur (UTC+1) | Josip Skoblar 12' 32' (pen.) Velibor Vasović 88' |       | 26' Jacques Stockman 58' Jef Jurion | JNA Stadion, Belgrado Toeschouwers: 25.430 Scheidsrechter: Alois Obtulovič (TCH) |

|                                                    |        |                 |             |                                                                                             |
| 31 maart 1963 «onderlinge duels» 16:00 uur (UTC+1) | België | 0 – 1           | Joegoslavië | Heizelstadion, Brussel Toeschouwers: 24.583 Scheidsrechter: Vicente Antonio Caballero (ESP) |
| 31 maart 1963 «onderlinge duels» 16:00 uur (UTC+1) |        | 21' Milan Galić |             | Heizelstadion, Brussel Toeschouwers: 24.583 Scheidsrechter: Vicente Antonio Caballero (ESP) |

Joegoslavië won met 4–2 over twee wedstrijden en kwalificeert zich voor de achtste finale.
|                                                      |                                           |       |             |                                                                                                |
| 7 november 1962 «onderlinge duels» 15:00 uur (UTC+2) | Bulgarije                                 | 3 – 1 | Portugal    | Vasil Levski Nationaal Stadion, Sofia Toeschouwers: 31.318 Scheidsrechter: Semih Zoroğlu (TUR) |
| 7 november 1962 «onderlinge duels» 15:00 uur (UTC+2) | Georgi Asparukhov 65', 72' Todor Diev 85' |       | 49' Eusébio | Vasil Levski Nationaal Stadion, Sofia Toeschouwers: 31.318 Scheidsrechter: Semih Zoroğlu (TUR) |

|                                                     |                                        |       |                  |                                                                                        |
| 16 december 1962 «onderlinge duels» 15:00 uur (UTC) | Portugal                               | 3 – 1 | Bulgarije        | Estádio do Restelo, Lissabon Toeschouwers: 25.836 Scheidsrechter: Henri Faucheux (FRA) |
| 16 december 1962 «onderlinge duels» 15:00 uur (UTC) | Hernâni Silva 4', 26' Mário Coluna 53' |       | 83' Hristo Iliev | Estádio do Restelo, Lissabon Toeschouwers: 25.836 Scheidsrechter: Henri Faucheux (FRA) |

Na twee wedstrijden stond het 4–4, daarom werd er een replay gespeeld.
replay
|                                    |                       |       |          |                                                                                |
| 23 januari 1963 «onderlinge duels» | Bulgarije             | 1 – 0 | Portugal | Stadio Olimpico, Rome Toeschouwers: 2.336 Scheidsrechter: Giuseppe Adami (ITA) |
| 23 januari 1963 «onderlinge duels» | Georgi Asparukhov 86' |       |          | Stadio Olimpico, Rome Toeschouwers: 2.336 Scheidsrechter: Giuseppe Adami (ITA) |

Bulgarije won de replay en kwalificeert zich voor de achtste finale.
|                                                      |                                                     |       |                  |                                                                              |
| 7 november 1962 «onderlinge duels» 13:30 uur (UTC+1) | Hongarije                                           | 3 – 1 | Wales            | Népstadion, Boedapest Toeschouwers: 30.412 Scheidsrechter: Józef Kowal (POL) |
| 7 november 1962 «onderlinge duels» 13:30 uur (UTC+1) | Flórián Albert 6' Lajos Tichy 35' Károly Sándor 48' |       | 18' Terry Medwin | Népstadion, Boedapest Toeschouwers: 30.412 Scheidsrechter: Józef Kowal (POL) |

|                                                  |                        |       |                        |                                                                                |
| 20 maart 1963 «onderlinge duels» 19:15 uur (UTC) | Wales                  | 1 – 1 | Hongarije              | Ninian Park, Cardiff Toeschouwers: 30.413 Scheidsrechter: Sammy Spillane (IRL) |
| 20 maart 1963 «onderlinge duels» 19:15 uur (UTC) | Cliff Jones 25' (pen.) |       | 73' (pen.) Lajos Tichy | Ninian Park, Cardiff Toeschouwers: 30.413 Scheidsrechter: Sammy Spillane (IRL) |

Hongarije won met 4–2 over twee wedstrijden en kwalificeert zich voor de achtste finale.
|                                                       |                                                         |       |                   |                                                                                        |
| 11 november 1962 «onderlinge duels» 14:30 uur (UTC+1) | Nederland                                               | 3 – 1 | Zwitserland       | Olympisch Stadion, Amsterdam Toeschouwers: 59.996 Scheidsrechter: Joaquim Campos (POR) |
| 11 november 1962 «onderlinge duels» 14:30 uur (UTC+1) | Tonny van der Linden 11' Sjaak Swart 75' Henk Groot 76' |       | 43' Charly Hertig | Olympisch Stadion, Amsterdam Toeschouwers: 59.996 Scheidsrechter: Joaquim Campos (POR) |

|                                                    |                    |       |                 |                                                                             |
| 31 maart 1963 «onderlinge duels» 15:00 uur (UTC+1) | Zwitserland        | 1 – 1 | Nederland       | Wankdorf, Bern Toeschouwers: 31.794 Scheidsrechter: Jozef Kandlbinder (FRG) |
| 31 maart 1963 «onderlinge duels» 15:00 uur (UTC+1) | Anton Allemann 75' |       | 6' Piet Kruiver | Wankdorf, Bern Toeschouwers: 31.794 Scheidsrechter: Jozef Kandlbinder (FRG) |

Nederland won met 4–2 over twee wedstrijden en kwalificeert zich voor de achtste finale.
|                                                       |                                                                           |       |                                     |                                                                                                |
| 21 november 1962 «onderlinge duels» 14:00 uur (UTC+1) | Duitse Democratische Republiek Dieter Erler 60' Kurt Liebrecht 80' (pen.) | 2 – 1 | Tsjecho-Slowakije 90' Rudolf Kučera | Walter-Ulbricht-Stadion, Oost-Berlijn Toeschouwers: 22.077 Scheidsrechter: Sergey Alimov (URS) |
| 21 november 1962 «onderlinge duels» 14:00 uur (UTC+1) |                                                                           |       |                                     | Walter-Ulbricht-Stadion, Oost-Berlijn Toeschouwers: 22.077 Scheidsrechter: Sergey Alimov (URS) |

|                                                    |                                    |       |                                                |                                                                                             |
| 31 maart 1963 «onderlinge duels» 14:00 uur (UTC+1) | Tsjecho-Slowakije Václav Mašek 66' | 1 – 1 | Duitse Democratische Republiek 85' Peter Ducke | Stadion Československé Armády, Praag Toeschouwers: 19.504 Scheidsrechter: Gyula Balla (HUN) |
| 31 maart 1963 «onderlinge duels» 14:00 uur (UTC+1) |                                    |       |                                                | Stadion Československé Armády, Praag Toeschouwers: 19.504 Scheidsrechter: Gyula Balla (HUN) |

Oost-Duitsland won met 3–2 over twee wedstrijden en kwalificeert zich voor de achtste finale.
|                                                      |                                        |       |         |                                                                                       |
| 2 december 1962 «onderlinge duels» 14:30 uur (UTC+1) | Italië                                 | 6 – 0 | Turkije | Stadio Comunale, Bologna Toeschouwers: 26.553 Scheidsrechter: Lucien Van Nuffel (BEL) |
| 2 december 1962 «onderlinge duels» 14:30 uur (UTC+1) | Rivera 15' 47' Orlando 22' 29' 35' 85' |       |         | Stadio Comunale, Bologna Toeschouwers: 26.553 Scheidsrechter: Lucien Van Nuffel (BEL) |

|                                                    |         |             |        |                                                                                            |
| 27 maart 1963 «onderlinge duels» 15:30 uur (UTC+2) | Turkije | 0 – 1       | Italië | Mithatpaşa Stadyumu, Istanbul Toeschouwers: 31.754 Scheidsrechter: Dimitar Rumenchev (BUL) |
| 27 maart 1963 «onderlinge duels» 15:30 uur (UTC+2) |         | 86' Sormani |        | Mithatpaşa Stadyumu, Istanbul Toeschouwers: 31.754 Scheidsrechter: Dimitar Rumenchev (BUL) |

Italië won met 7–0 over twee wedstrijden en kwalificeert zich voor de achtste finale.

### Achtste finales
In vergelijking met het vorige EK plaatsten de Sovjet Unie, Spanje en Frankrijk zich opnieuw voor de kwartfinales, Joegoslavië en Oostenrijk werden uitgeschakeld door respectievelijk Zweden en Ierland, de plaatsen van Tsjecho-Slowakije, Portugal en Roemenië werden ingenomen door Hongarije, Denemarken en Luxemburg. Het meest opmerkelijke uitgeschakelde land in de 1/8 finales was Joegoslavië, de verliezend finalist van het vorige EK en halvefinalist op het laatste WK in Chili. Na een doelpuntloos gelijkspel in Belgrado verloor men met 3-2 van Zweden. Zweden mag nu proberen zich te plaatsen voor de eindronde ten koste van de Europese kampioen de Sovjet-Unie. De Russen hadden opmerkelijk weinig moeite met Italië, dat sinds de Tweede Wereldoorlog teleurstellend presteerde. Nederland had een gelukkige loting, men trof Luxemburg en zij stemden ook toe dat beide wedstrijden in Nederland werden gespeeld. Een gelijkspel in Rotterdam was al opmerkelijk, maar een overwinning van Luxemburg in Amsterdam was het absolute hoogtepunt voor het Luxemburgse voetbal ooit. Spanje had veel moeite om van Noord-Ierland te winnen (1-1 in Madrid, 0-1 in Belfast) en Frankrijk nam revanche op Bulgarije, het land dat hetzelfde Frankrijk uitschakelde in de kwalificatie voor het wereldkampioenschap in 1962.
|                                                  |                          |       |                   |                                                                           |
| 30 mei 1963 «onderlinge duels» 20:00 uur (UTC+1) | Spanje                   | 1 – 1 | Noord-Ierland     | San Mamés, Bilbao Toeschouwers: 27.960 Scheidsrechter: Cesare Jonni (ITA) |
| 30 mei 1963 «onderlinge duels» 20:00 uur (UTC+1) | Amancio Amaro Varela 57' |       | 88' Willie Irvine | San Mamés, Bilbao Toeschouwers: 27.960 Scheidsrechter: Cesare Jonni (ITA) |

|                                                    |               |                |        |                                                                                    |
| 30 oktober 1963 «onderlinge duels» 19:45 uur (UTC) | Noord-Ierland | 0 – 1          | Spanje | Windsor Park, Belfast Toeschouwers: 45.809 Scheidsrechter: Dries van Leeuwen (NED) |
| 30 oktober 1963 «onderlinge duels» 19:45 uur (UTC) |               | 66' Paco Gento |        | Windsor Park, Belfast Toeschouwers: 45.809 Scheidsrechter: Dries van Leeuwen (NED) |

Spanje won met 2–1 over twee wedstrijden en kwalificeert zich voor de kwartfinale.
|                                                   |             |       |        |                                                                              |
| 19 juni 1963 «onderlinge duels» 20:15 uur (UTC+1) | Joegoslavië | 0 – 0 | Zweden | JNA Stadion, Belgrado Toeschouwers: 45.098 Scheidsrechter: Karl Kainer (AUT) |
| 19 juni 1963 «onderlinge duels» 20:15 uur (UTC+1) |             |       |        | JNA Stadion, Belgrado Toeschouwers: 45.098 Scheidsrechter: Karl Kainer (AUT) |

|                                                        |                                        |       |                                   |                                                                             |
| 18 september 1963 «onderlinge duels» 19:00 uur (UTC+1) | Zweden                                 | 3 – 2 | Joegoslavië                       | Malmö Stadion, Malmö Toeschouwers: 20.774 Scheidsrechter: Jack Taylor (ENG) |
| 18 september 1963 «onderlinge duels» 19:00 uur (UTC+1) | Örjan Persson 30', 60' Milan Galić 64' |       | 22' Slaven Zambata 72' Harry Bild | Malmö Stadion, Malmö Toeschouwers: 20.774 Scheidsrechter: Jack Taylor (ENG) |

Zweden' won met 3–2 over twee wedstrijden en kwalificeert zich voor de kwartfinale.
|                                                   |                                                                                |       |         |                                                                                            |
| 29 juni 1963 «onderlinge duels» 17:30 uur (UTC+1) | Denemarken                                                                     | 4 – 0 | Albanië | Københavns Idrætspark, Kopenhagen Toeschouwers: 26.640 Scheidsrechter: Einar Boström (SWE) |
| 29 juni 1963 «onderlinge duels» 17:30 uur (UTC+1) | Jens Petersen 16' (pen.) Ole Madsen 35' Eyvind Clausen 40' Henning Enoksen 49' |       |         | Københavns Idrætspark, Kopenhagen Toeschouwers: 26.640 Scheidsrechter: Einar Boström (SWE) |

|                                                      |                 |       |            |                                                                                        |
| 30 oktober 1963 «onderlinge duels» 14:30 uur (UTC+1) | Albanië         | 1 – 0 | Denemarken | Qemal Stafastadion, Tirana Toeschouwers: 27.765 Scheidsrechter: Joe Cassar Naudi (MLT) |
| 30 oktober 1963 «onderlinge duels» 14:30 uur (UTC+1) | Panajot Pano 3' |       |            | Qemal Stafastadion, Tirana Toeschouwers: 27.765 Scheidsrechter: Joe Cassar Naudi (MLT) |

Denemarken won met 4–1 over twee wedstrijden en kwalificeert zich voor de kwartfinale.
|                                                        |                  |       |              |                                                                                        |
| 11 september 1963 «onderlinge duels» 20:00 uur (UTC+1) | Nederland        | 1 – 1 | Luxemburg    | Olympisch Stadion, Amsterdam Toeschouwers: 36.523 Scheidsrechter: Arthur Blavier (BEL) |
| 11 september 1963 «onderlinge duels» 20:00 uur (UTC+1) | Klaas Nuninga 5' |       | 34' Paul May | Olympisch Stadion, Amsterdam Toeschouwers: 36.523 Scheidsrechter: Arthur Blavier (BEL) |

|                                                      |                  |       |                         |                                                                           |
| 30 oktober 1963 «onderlinge duels» 20:15 uur (UTC+1) | Nederland        | 1 – 2 | Luxemburg               | De Kuip, Rotterdam Toeschouwers: 42.385 Scheidsrechter: Marcel Bois (FRA) |
| 30 oktober 1963 «onderlinge duels» 20:15 uur (UTC+1) | Piet Kruiver 35' |       | 20', 68' Camille Dimmer | De Kuip, Rotterdam Toeschouwers: 42.385 Scheidsrechter: Marcel Bois (FRA) |

Luxemburg won met 3–2 over twee wedstrijden en kwalificeert zich voor de kwartfinale.
|                                                        |            |       |         |                                                                            |
| 25 september 1963 «onderlinge duels» 19:30 uur (UTC+1) | Oostenrijk | 0 – 0 | Ierland | Praterstadion, Wenen Toeschouwers: 26.741 Scheidsrechter: Gyula Gere (HUN) |
| 25 september 1963 «onderlinge duels» 19:30 uur (UTC+1) |            |       |         | Praterstadion, Wenen Toeschouwers: 26.741 Scheidsrechter: Gyula Gere (HUN) |

|                                                      |                                                |       |                                       |                                                                                |
| 13 oktober 1963 «onderlinge duels» 15:30 uur (UTC+1) | Ierland                                        | 3 – 2 | Oostenrijk                            | Dalymount Park, Dublin Toeschouwers: 39.963 Scheidsrechter: Aage Poulsen (DEN) |
| 13 oktober 1963 «onderlinge duels» 15:30 uur (UTC+1) | Noel Cantwell 44', 89' (pen.) Amby Fogarty 64' |       | 38' Walter Koleznik 83' Rudolf Flögel | Dalymount Park, Dublin Toeschouwers: 39.963 Scheidsrechter: Aage Poulsen (DEN) |

Ierland won met 3–2 over twee wedstrijden en kwalificeert zich voor de kwartfinale.
|                                                        |                |       |           |                                                                                             |
| 29 september 1963 «onderlinge duels» 16:30 uur (UTC+2) | Bulgarije      | 1 – 0 | Frankrijk | Vasil Levski Nationaal Stadion, Sofia Toeschouwers: 25.947 Scheidsrechter: Faruk Talu (TUR) |
| 29 september 1963 «onderlinge duels» 16:30 uur (UTC+2) | Todor Diev 24' |       |           | Vasil Levski Nationaal Stadion, Sofia Toeschouwers: 25.947 Scheidsrechter: Faruk Talu (TUR) |

|                                                      |                                        |       |                    |                                                                                                  |
| 26 oktober 1963 «onderlinge duels» 14:30 uur (UTC+1) | Frankrijk                              | 3 – 1 | Bulgarije          | Parc des Princes, Parijs Toeschouwers: 32.233 Scheidsrechter: José María Ortiz de Mendíbil (ESP) |
| 26 oktober 1963 «onderlinge duels» 14:30 uur (UTC+1) | Yvon Goujon 44', 81' Robert Herbin 78' |       | 75' Dimitr Yakimov | Parc des Princes, Parijs Toeschouwers: 32.233 Scheidsrechter: José María Ortiz de Mendíbil (ESP) |

Frankrijk won met 3–2 over twee wedstrijden en kwalificeert zich voor de kwartfinale.
|                                                      |                                           |       |        |                                                                                            |
| 13 oktober 1963 «onderlinge duels» 14:00 uur (UTC+3) | Sovjet-Unie                               | 2 – 0 | Italië | Centraal Leninstadion, Moskou Toeschouwers: 102.358 Scheidsrechter: Ryszard Banasiuk (POL) |
| 13 oktober 1963 «onderlinge duels» 14:00 uur (UTC+3) | Viktor Ponedelnik 22' Igor Tsjislenko 42' |       |        | Centraal Leninstadion, Moskou Toeschouwers: 102.358 Scheidsrechter: Ryszard Banasiuk (POL) |

|                                                       |                   |       |                      |                                                                                  |
| 10 november 1963 «onderlinge duels» 14:30 uur (UTC+1) | Italië            | 1 – 1 | Sovjet-Unie          | Olympisch Stadion, Rome Toeschouwers: 69.567 Scheidsrechter: Daniel Mellet (SUI) |
| 10 november 1963 «onderlinge duels» 14:30 uur (UTC+1) | Gianni Rivera 89' |       | 33' Gennadiy Gusarov | Olympisch Stadion, Rome Toeschouwers: 69.567 Scheidsrechter: Daniel Mellet (SUI) |

Sovjet-Unie won met 3–1 over twee wedstrijden en kwalificeert zich voor de kwartfinale.
|                                                      |                    |       |                                  |                                                                                              |
| 19 oktober 1963 «onderlinge duels» 14:30 uur (UTC+1) | DDR                | 1 – 2 | Hongarije                        | Walter-Ulbricht-Stadion, Oost-Berlijn Toeschouwers: 33.383 Scheidsrechter: Pyotr Belov (URS) |
| 19 oktober 1963 «onderlinge duels» 14:30 uur (UTC+1) | Jürgen Nöldner 51' |       | 18' Ferenc Bene 88' Gyula Rákosi | Walter-Ulbricht-Stadion, Oost-Berlijn Toeschouwers: 33.383 Scheidsrechter: Pyotr Belov (URS) |

|                                                      |                                                           |       |                                                    |                                                                                    |
| 3 november 1963 «onderlinge duels» 14:00 uur (UTC+1) | Hongarije                                                 | 3 – 3 | DDR                                                | Népstadion, Boedapest Toeschouwers: 35.382 Scheidsrechter: Borče Nedelkovski (YUG) |
| 3 november 1963 «onderlinge duels» 14:00 uur (UTC+1) | Ferenc Bene 7' Károly Sándor 17' Ernő Solymosi 51' (pen.) |       | 12' Werner Heine 26' Roland Ducke 81' Dieter Erler | Népstadion, Boedapest Toeschouwers: 35.382 Scheidsrechter: Borče Nedelkovski (YUG) |

Hongarije won met 5–4 over twee wedstrijden en kwalificeert zich voor de kwartfinale.

### Kwartfinales
De twee landen met de minste reputatie in de kwartfinales Denemarken en Luxemburg speelden tegen elkaar. De Luxemburgers verweerden zich weer kranig en er moest een beslissingswedstrijd komen. Nu was de plaats Amsterdam niet gunstig gezind voor de Luxemburgers, want ze verloren met 1-0. Opmerkelijk was dat Ole Madsen alle Deense doelpunten scoorden in de drie wedstrijden, zes goals. Zo plaatste het kleine voetballand Denemarken zich voor de eindronde vooral dankzij een gunstige loting: Malta en Albanië waren de vorige tegenstanders.
Spanje, de Sovjet-Unie en Hongarije waren de overige deelnemers aan de eindronde.
De winnaars plaatsten zich voor de eindronde.
|                                                      |                                     |       |                          |                                                                                      |
| 4 december 1963 «onderlinge duels» 19:30 uur (UTC+1) | Luxemburg                           | 3 – 3 | Denemarken               | Stade Municipal, Luxemburg Toeschouwers: 6.921 Scheidsrechter: Pierre Schwinte (FRA) |
| 4 december 1963 «onderlinge duels» 19:30 uur (UTC+1) | Louis Pilot 1' Henri Klein 24', 49' |       | 10', 32', 46' Ole Madsen | Stade Municipal, Luxemburg Toeschouwers: 6.921 Scheidsrechter: Pierre Schwinte (FRA) |

|                                                       |                     |       |                                  |                                                                                            |
| 10 december 1963 «onderlinge duels» 19:00 uur (UTC+1) | Denemarken          | 2 – 2 | Luxemburg                        | Københavns Idrætspark, Kopenhagen Toeschouwers: 36.294 Scheidsrechter: José Barberan (FRA) |
| 10 december 1963 «onderlinge duels» 19:00 uur (UTC+1) | Ole Madsen 15', 70' |       | 12' Johny Léonard 84' Ady Schmit | Københavns Idrætspark, Kopenhagen Toeschouwers: 36.294 Scheidsrechter: José Barberan (FRA) |

Na 2 wedstrijden stond het gelijk in doelsaldo, een replay werd gespeeld.

replay
|                                                       |                |       |           |                                                                                    |
| 18 december 1963 «onderlinge duels» 20:15 uur (UTC+1) | Denemarken     | 1 – 0 | Luxemburg | Olympisch Stadion, Amsterdam Toeschouwers: 5.700 Scheidsrechter: Piet Roomer (NED) |
| 18 december 1963 «onderlinge duels» 20:15 uur (UTC+1) | Ole Madsen 43' |       |           | Olympisch Stadion, Amsterdam Toeschouwers: 5.700 Scheidsrechter: Piet Roomer (NED) |

Denemarken won de replay en kwalificeert zich voor het hoofdtoernooi.
|                                                    |                                                                                 |       |                 |                                                                                              |
| 11 maart 1964 «onderlinge duels» 20:30 uur (UTC+1) | Spanje                                                                          | 5 – 1 | Ierland         | Estadio Ramón Sánchez Pizjuán, Seville Toeschouwers: 27.137 Scheidsrechter: Van Nuffel (BEL) |
| 11 maart 1964 «onderlinge duels» 20:30 uur (UTC+1) | Amancio Amaro Varela 13', 29' Josep Maria Fusté 15' Marcelino Martínez 34', 89' |       | 22' Andy McEvoy | Estadio Ramón Sánchez Pizjuán, Seville Toeschouwers: 27.137 Scheidsrechter: Van Nuffel (BEL) |

|                                                   |         |                        |        |                                                                          |
| 8 april 1964 «onderlinge duels» 20:00 uur (UTC+1) | Ierland | 0 – 2                  | Spanje | Dalymount Park, Dublin Toeschouwers: 38.027 Scheidsrechter: Versyp (BEL) |
| 8 april 1964 «onderlinge duels» 20:00 uur (UTC+1) |         | 24', 85' Pedro Zaballa |        | Dalymount Park, Dublin Toeschouwers: 38.027 Scheidsrechter: Versyp (BEL) |

Spanje won met 7–1 over twee wedstrijden en kwalificeert zich voor het hoofdtoernooi.
|                                                    |                   |       |                                         |                                                                                                  |
| 25 april 1964 «onderlinge duels» 15:00 uur (UTC+1) | Frankrijk         | 1 – 3 | Hongarije                               | Stade olympique Yves-du-Manoir, Colombes Toeschouwers: 35.274 Scheidsrechter: Cesare Jonni (ITA) |
| 25 april 1964 «onderlinge duels» 15:00 uur (UTC+1) | Lucien Cossou 73' |       | 15' Flórián Albert 16', 70' Lajos Tichy | Stade olympique Yves-du-Manoir, Colombes Toeschouwers: 35.274 Scheidsrechter: Cesare Jonni (ITA) |

|                                                  |                                  |       |                  |                                                                                    |
| 23 mei 1964 «onderlinge duels» 17:30 uur (UTC+1) | Hongarije                        | 2 – 1 | Frankrijk        | Népstadion, Boedapest Toeschouwers: 70.120 Scheidsrechter: Concetto Lo Bello (ITA) |
| 23 mei 1964 «onderlinge duels» 17:30 uur (UTC+1) | Ferenc Sipos 24' Ferenc Bene 55' |       | 2' Nestor Combin | Népstadion, Boedapest Toeschouwers: 70.120 Scheidsrechter: Concetto Lo Bello (ITA) |

Hongarije won met 5–2 over twee wedstrijden en kwalificeert zich voor het hoofdtoernooi.
|                                                  |                 |       |                     |                                                                               |
| 13 mei 1964 «onderlinge duels» 19:00 uur (UTC+1) | Zweden          | 1 – 1 | Sovjet-Unie         | Råsundastadion, Solna Toeschouwers: 36.937 Scheidsrechter: James Finney (ENG) |
| 13 mei 1964 «onderlinge duels» 19:00 uur (UTC+1) | Kurt Hamrin 87' |       | 62' Valentin Ivanov | Råsundastadion, Solna Toeschouwers: 36.937 Scheidsrechter: James Finney (ENG) |

|                                                  |                                               |       |                 |                                                                                         |
| 27 mei 1964 «onderlinge duels» 19:00 uur (UTC+3) | Sovjet-Unie                                   | 3 – 1 | Zweden          | Centraal Leninstadion, Moskou Toeschouwers: 99.609 Scheidsrechter: Arthur Holland (ENG) |
| 27 mei 1964 «onderlinge duels» 19:00 uur (UTC+3) | Viktor Ponedelnik 32', 56' Valeri Voronin 83' |       | 78' Kurt Hamrin | Centraal Leninstadion, Moskou Toeschouwers: 99.609 Scheidsrechter: Arthur Holland (ENG) |

De Sovjet-Unie won met 4–2 over twee wedstrijden en kwalificeert zich voor het hoofdtoernooi.